# 骆驼蓬

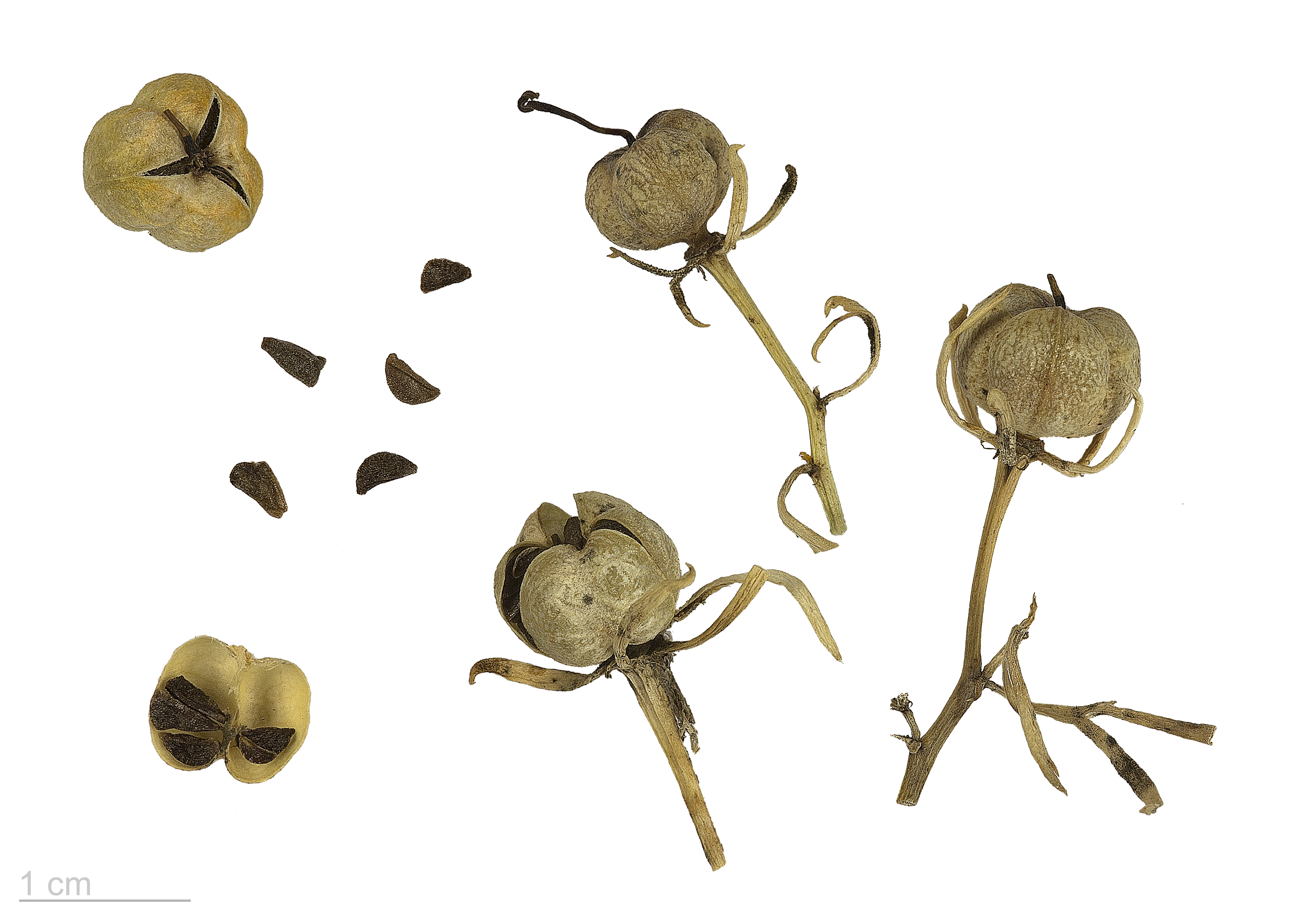
Peganum harmala

骆驼蓬（学名：Peganum harmala），又名野芸香，臭古朵。是骆驼蓬属下的一个有着木本地下莖的多年生草本植物物种。骆驼蓬属舊屬蒺藜科，今屬白刺科。其種子可入藥，是為骆驼蓬子，有致幻效果，是台灣的相思湯的兩種成份之一。

## 分佈
本物種生于荒漠地带干旱草地、绿州边缘轻盐渍化沙地、低山坡或河谷沙丘。分布于宁夏、内蒙古、甘肃河西、新疆、西藏等地。見於波斯舊地、中亞及鄰近地區。原生於地中海式气候的鹽鹼質荒漠。

## 特徵
多年生草本，高30-70厘米，根多，粗达。茎直立或开展，由基部多分枝。叶全裂为3-5条形或披针状条形裂片。花生枝端；萼片5，裂片条形；花瓣黄白色；雄蕊15；子房3室，花柱3。蒴果近球形，种子三棱形，黑褐色。花期5-6月，果期7-9月。具有强烈异味。

## 藥用歷史
骆驼蓬是一种有毒植物，其毒性取决于含大量生物碱，具有抗菌和抗寄生虫的特性。在民间传统医学中，用于泌尿，胃病，月经失调，癫痫和性刺激（印度）。它甚至用于帕金森病。其他传统用途包括脱发，痔疮和伤口处理等。
骆驼蓬的药用历史超过2000年。古希腊人使用种子粉末除绦虫并治疗反复发烧。古罗马时期的希腊医生与药理学家迪奥科里斯，在他的著作《药物论》中描述：骆驼蓬混合蜂蜜、葡萄酒、鸡蛋黄、藏红花和茴香汁，有助于治疗视力损害。医学家盖伦也提到过。
千年来它一直应用于传统医药（在古印度、伊朗书籍中被经常提及）在古印度骆驼蓬种子被用于妇科疾病，据信来自植物的烟雾能促进分娩。在巴基斯坦贫穷的妇女用骆驼蓬种子烟雾熏蒸，利用特殊的管子将烟雾引入阴道来治疗妇科疾病，这种治疗方式直到今天依然存在。也用于刺激月经周期，在孕妇中是禁用的，可造成流产。种子烟雾也被用作熏蒸伤口杀菌。

## 現代醫藥研究
已被证实骆驼蓬提取的化合物可杀死杜氏利什曼原虫，在囊泡形式寄生虫方面具有明显的效果。被用于治疗疼痛和皮肤炎症，包括皮肤癌。含有的β-咔啉生物碱提取物对白血病细胞HL60和K562细胞表现出细胞毒性。
它的种子时至今日在癌症患者之间依然很流行，但副作用极大，应慎用。

## 生物鹼
骆驼蓬的種子含有下列多種单胺氧化酶抑制剂 (MAOI)生物鹼：
- 哈尔满, 0.16%[9]
- 骆驼蓬碱, 0.44%[10]–1.84%[9]–4.3%[11]

The coatings of the seeds are said to contain large amounts of harmine.
- 二氢骆驼蓬碱（英语：Harmaline）, 0.25%[9]–0.79%[10]–5.6%[11]
- 去甲二氢骆驼蓬碱, 0.6%[11]–3.90%[9]
- 四氢骆驼蓬碱（英语：Tetrahydroharmine）, 0.1%[11]

Total harmala alkaloids were at least 5.9% of dried weight, in one study.
- 鸭嘴花碱[13] 0.25%[10]
- 鸭嘴花碱酮[13] 0.0007%[10]

## 外部連結
- 維基物種上的相關：骆驼蓬